# 韩辰辰
韩辰辰（1980年代—），山东滨州人，中国导演、编剧、独立制片人。中央戏剧学院导演系本科毕业，后进入北京大学戏剧系林兆华戏剧研修班学习，获得戏剧导演专业艺术创作硕士学位，现以独立戏剧导演和编剧的身份活跃于国内戏剧、影视行业。

## 作品
- 话剧：《樱桃园》（导演林兆华，领衔主演蒋雯丽，2004年）、《马》（2005年）、《一个和八个》（与新锐导演韩杰联合创作，2006年）、《甜秘密》（2008年）、《别说那个字》（2009年）、《武林胜经之IT宝典》（2009年）、《比爱情更假》（2009年）、《李红的夜晚》（2010年）等。
- 电影：《亲爱的，我们买房吧》（2010年）、《流水十三章》（导演陈丹枫，2007年）等。
- 动漫：《月亮大马戏团》（导演曹梁，2009年）、《智慧之城》（2007年）等。